# Sigurd von Ilsemann
Sigurd Wilhelm Adolf Arnold Christoph Frank von Ilsemann (Lüneburg, 19 februari 1884 - Doorn, 6 juni 1952) was een Duitse officier en werd vooral bekend als de vleugeladjudant van de in Nederland in ballingschap verblijvende voormalige keizer Wilhelm II.

## Biografie
Ilsemann was lid van de familie Von Ilsemann en een zoon van een Pruisische luitenant-generaal Karl Georg Hartwig Richard Ilsemann (1856-1930), die in 1908 werd verheven in de Pruisische adelstand, en Thekla Freiin von Hammerstein-Equord (1858-1920). Hij werd officier in de Eerste Wereldoorlog, vocht daarin onder andere in Champagne-Ardenne in 1916 en was laatstelijk kapitein. In 1918 werd hij toegevoegd aan de staf van de toenmalige keizer en vertrok met deze in ballingschap naar Nederland. Dat betekende eerst een verblijf op Kasteel Amerongen van anderhalf jaar; hij diende na aankoop door de keizer van Huis Doorn als adjudant in die laatste gemeente. Tot aan het overlijden van de keizer bleef Ilsemann diens adjudant. Daarna woonde hij op kasteel Amerongen, het bezit van de familie van zijn vrouw.
Ilsemann hield dagboeken bij die inzicht geven in het post-keizerlijke tijdperk van Willem II. Delen uit deze dagboeken werden eind jaren 1960 eerst in het Duits gepubliceerd, daarna in Nederlandse vertaling.
Ilsemann leerde op Amerongen zijn latere vrouw kennen, Elizabeth gravin van Aldenburg Bentinck (1892-1971), dochter van de heer van Amerongen. Hij trouwde met haar in 1920; daarmee trouwde Ilsemann ver boven zijn stand daar zijn vrouw tot de zogenaamde hoge adel behoorde en ebenbürtig was aan leden van regerende vorstenhuizen, terwijl hijzelf tot de lage, ongetitelde en zeer recente adel behoorde. Tussen 1921 en 1929 werden hun drie zonen geboren; een zoon van de jongste van de drie werd in 1995 ingelijfd in de Nederlandse adel en zo stamvader van het Nederlandse adellijke geslacht Von Ilsemann. In 1952, op 68-jarige leeftijd, pleegde Von Ilsemann zelfmoord in het poortgebouw van Huis Doorn.
In 2015 werden zijn dagboekfragmenten opnieuw uitgegeven. Delen eruit zijn weggelaten en ze zijn gebaseerd op de in de jaren 1960 uitgegeven delen; de familie heeft de originele dagboeken voor de uitgave in 2015 niet vrijgegeven.

## Voetnoten
1. ↑  Asielzoeker Wilhelm in Amerongen. Gearchiveerd op 3 november 2014. Geraadpleegd op 3 november 2014.